# Ander Gil
Ander Gil García (ur. 9 lutego 1974 w Barakaldo) – hiszpański polityk, nauczyciel i samorządowiec, senator, od 2021 do 2023 przewodniczący Senatu.

## Życiorys
Z zawodu nauczyciel szkół podstawowych, studia nauczycielskie ukończył na Universidad de Burgos. Pracował w ośrodku dla małoletnich cudzoziemców w prowincji Vizcaya. Zaangażował się w działalność polityczną w ramach Hiszpańskiej Socjalistycznej Partii Robotniczej. Od 1995 związany z samorządem Valle de Mena, we władzach tej miejscowości odpowiadał m.in. za kulturę, był też pierwszym zastępcą alkada.
W 2011 został wybrany do hiszpańskiego Senatu; uzyskiwał reelekcję w wyborach w 2015, 2016, kwietniu 2019, listopadzie 2019 i 2023.
Stał się bliskim współpracownikiem lidera socjalistów Pedra Sáncheza, w 2017 objął funkcję rzecznika frakcji senackiej PSOE. W lipcu 2021 zastąpił Pilar Llop na funkcji przewodniczącego wyższej izby hiszpańskiego parlamentu. Izbą tą kierował do końca kadencji w 2023.

## Odznaczenia
- Krzyż Wielki Order Zasługi Republiki Włoskiej (Włochy, 2021)[6]